# Violeta Dede
Violeta Dede (ur. 1953 w Szkodrze) – albańska aktorka.

## Życiorys
Ukończyła studia na wydziale aktorskim Instytutu Sztuk w Tiranie. Po studiach podjęła pracę w teatrze im. Aleksandra Moisiu w Durrësie. Na dużym ekranie zadebiutowała w roku 1974, w roli Shpresy w filmie Shpërthimi. Zagrała w 11 filmach fabularnych, w trzech były to role główne.

## Filmografia
- 1974: Shpërthimi jako Shpresa
- 1980: Gezhoja e vjeter jako Miranda
- 1980: Sketerre 43 jako Shpresa
- 1980: Goditja jako Mira
- 1980: Nje ndodhi ne port jako Linda
- 1981: Kur po xhirohej nje film jako Liliana
- 1985: Guret e shtepise sime jako żona właściciela
- 1985: Mondi dhe Diana jako nauczycielka
- 1985: Te paftuarit jako żona Martina
- 1987: Vrasje ne gjueti jako żona Ferdinanda
- 1990: Kronika e nje nate jako Francuzka